# История кофе

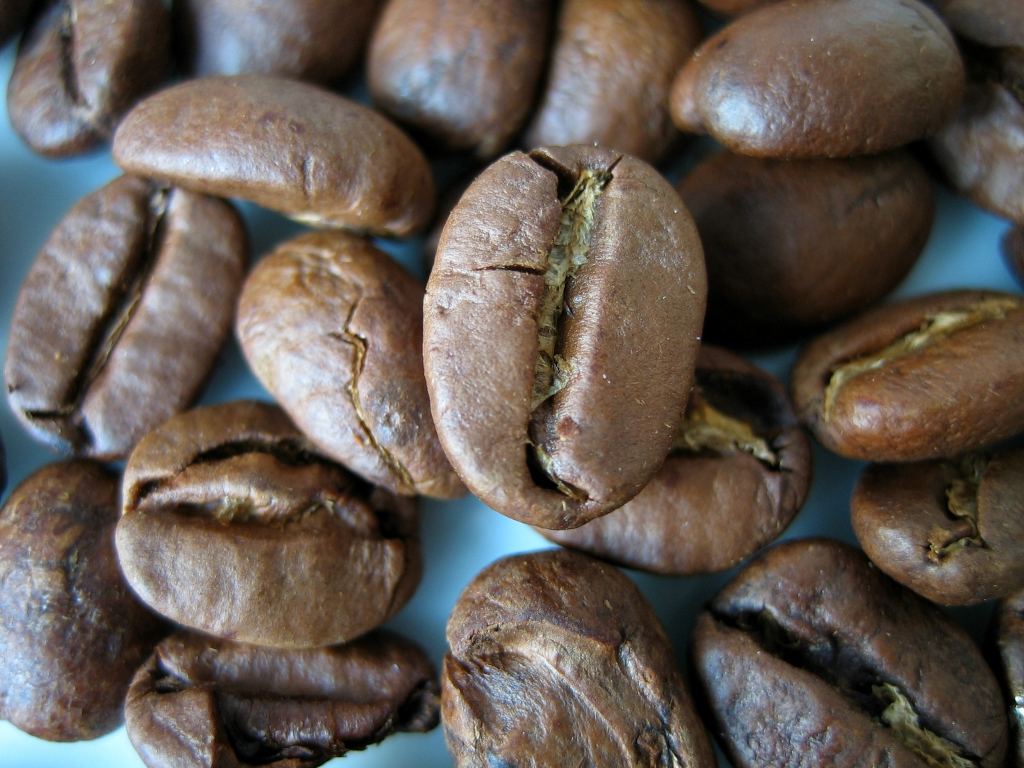
Кофейные зёрна

История кофе охватывает несколько периодов. Она берёт начало с древнейших времён и уходит корнями в первые цивилизации Ближнего Востока, хотя происхождение кофе до сих пор остаётся неясным.
Считается, что эфиопские предки народов оромо первыми заметили бодрящий эффект кофе, однако никаких прямых доказательств на этот счёт нет, не сохранилось и свидетельств о том, где в Африке произрастал кофе или кто среди африканцев мог знать о существовании кофе раньше XVII века. Согласно широко распространённой легенде, первооткрывателем уникальных свойств кофейного дерева стал эфиопский пастух Калдим приблизительно в 850 году. Позднее возникновение данной легенды (1671 год) и отсутствие свидетельств самого Калдима заставляют ряд исследователей предполагать, что легенда недостоверна. Из Эфиопии кофе распространился в Египет и Йемен. Наиболее ранние свидетельства употребления кофе относятся к середине XV века в суфийских монастырях Йемена. Из Эфиопии кофейный напиток распространился по всему Ближнему и Среднему Востоку. К XIX веку кофе широко распространился в Италии, Индонезии и Америке.
Первоначально (около 1200 года) кофе готовился как отвар из высушенной оболочки кофейных зёрен. Затем возникает идея об обжаривании этой оболочки на углях. Обжаренную кожуру и небольшое количество серебристой шкурки засыпали на полчаса в кипящую воду. В настоящее время насчитывается более ста сортов кофе. Высшие сорта кофе отличаются крепким настоем и ароматом. В Европе он чрезвычайно ценился до XVIII века. Позже кофе отнесли к числу вредных напитков, и только в XX веке кофе снова стал популярен. По месту произрастания кофе делят на три группы: американский, африканский и азиатский.

## Этимология
Происхождение древнего названия «кофе» вошло в английский язык в 1598 году от нидерландского слова koffie. Ближайшая этимология: также кофий (1724 год) — от араб. قهوة‎ (qahwah; первоначально означало любое возбуждающее средство, в том числе вино); женская форма слова qahwah (также означающего «тёмный», «сухой», «кислый»), предположительно, была выбрана как аналог женской формы слова khamr (خمر, «вино») и первоначально означала «нечто тёмное». В ряде европейских языков слово было заимствовано через турецкое kahve. Существует версия, что qahwah произошло от имени эфиопского региона Каффы, родины кофейного дерева (в самой Каффе кофе называется buno или bunna). В XIX веке никогда не говорили, что кофе и какао пьют — их всегда «откушивали». В произведениях Гоголя, Островского и Гончарова часто встречается фраза «Он изволил откушать кофею».
В годы петровского правления словоформа «кофе» варьируется («кофий», «кофей», «кохей», «кефа», «кофа», «кофь», «кафе») в возможном соответствии с аналогами в западноевропейских и восточных языках. Для лингвистов наибольший интерес представляет в этом случае родовое оформление слова «кофе», получившее в русском языке мужской род вопреки формальному показателю финали «-е». В спорах о причинах этого некоторые лингвисты ссылаются на родовую характеристику этого слова в возможных языках заимствования (муж. род — в немецком, нидерландском и итальянском), а также на контекстуальную связь употребления слова «кофе» в ряду слов «овощ», «напиток». Согласно другому мнению, мужской род слова «кофе» следует считать наследием старой формы — кофей.
Армянское название кофе — սուրճ (surč), точная этимология которого неизвестна; самое раннее упоминание слова в источниках относится к 1787 году.

## Легенды о происхождении кофе

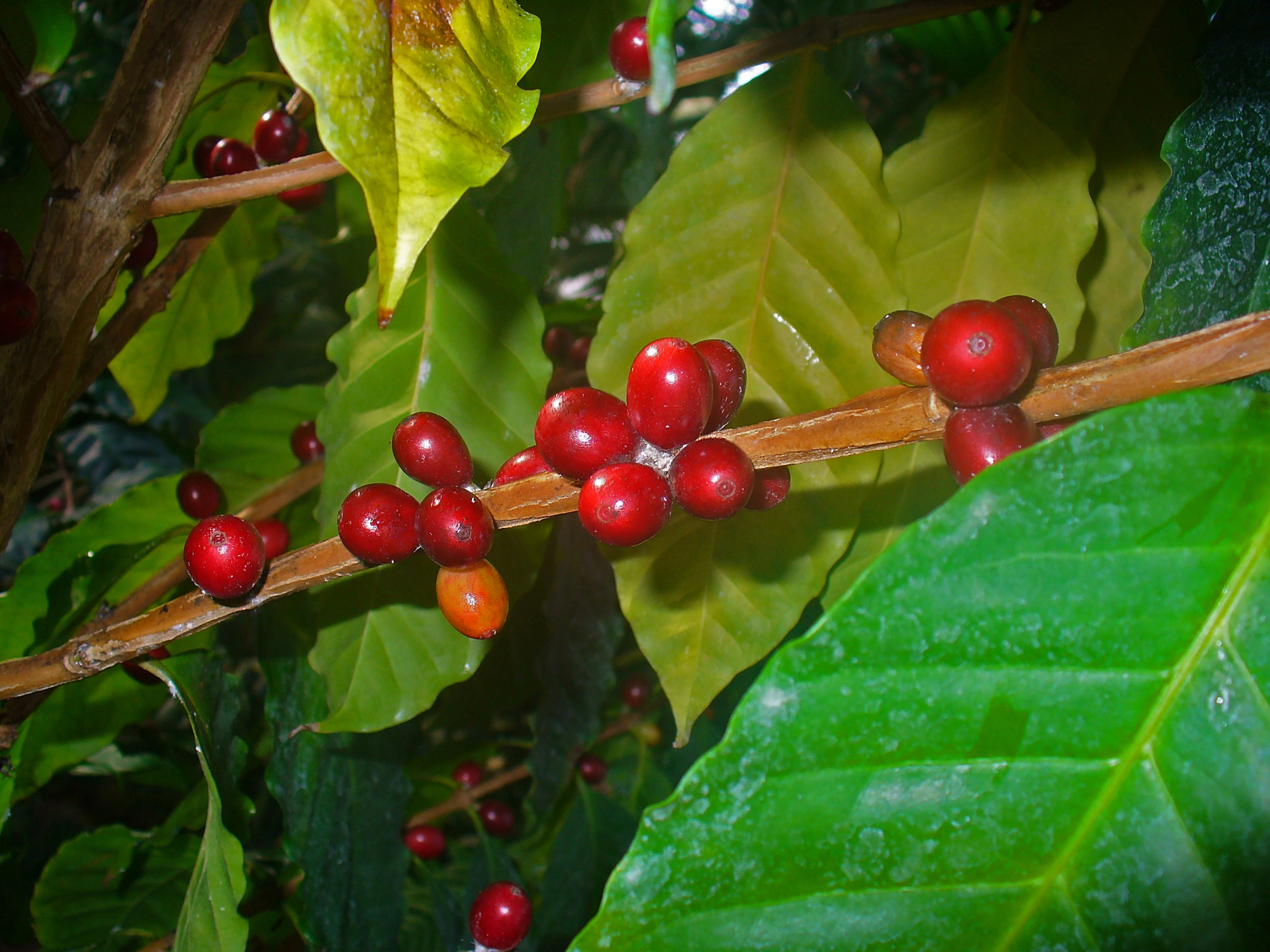
Плоды аравийского кофейного дерева

Родиной кофе принято называть Эфиопию. Известны несколько эфиопских легенд происхождения кофе. Согласно одной легенде, история кофе начинается с йеменского шейха Абд-аль-Кадира. Во время проведения научно-исследовательских работ шейх выявлял новые лекарственные средства. Однажды в поле его зрения попали плоды кофейного дерева, что и послужило началом истории кофе. В 1587 году Кадир писал: «Никто не может понять истины, пока не вкусит кофейного пенного блаженства». Но сначала кофе считали только средством, помогающим от головной боли и несварения желудка. Согласно другой легенде, первооткрывателем кофейного дерева стал эфиопский пастух Калдим приблизительно в 850 году.
Считается, что первыми, кто заметил возбуждающий эффект кофейного зерна, были предки племени оромо. Первые исследования генетического разнообразия были проведены на сорте кофе «Арабика». В результате произведённых исследований было установлено, что гетерозиготные гибриды этого сорта имели существенные сходства с гибридами диплоидных разновидностей других сортов кофе: Робусты и Либерики. Межвидовая гибридизация между диплоидными видами, а также между тетраплоидными видами имеет большие успехи. Гибриды диплоидных С. arabica × С. congensis, С. arabica × С. liberica и другие, тетраплоидных форм С. arabica × С. canephora, С. liberica × С. arabica, С. arabica × С. congensis и т. д. тщательно изучаются. Получено много анеуплоидных форм (2n == 41, 42, 43, 45, 46, 51, 52, 53, 54, 57). Путём скрещивания получен гибридный (С. arabica × С. bullata) гексаплоидный сорт (2n = 66). Гетерозиготность видов кофе оказалась сопряжённой со спонтанными мутациями после «переселения» сорта «арабики» в Латинскую Америку. Арабика общепризнанно обладает богатым вкусом, благодаря своей генетике и составу масел и кислот. Все попытки скрестить Арабику и Робусту, а затем их подвиды, балансируют между урожайностью и качеством вкуса. Кофе Робуста (канефора) — единственная выращиваемая разновидность в Дагомее, Того, Габоне и Конго. Она имеет большое значение в Анголе, Камеруне, Конго, Гвинее, в Кот-д’Ивуаре, в Танзании, Уганде, на Мадагаскаре, в Индонезии и Вьетнаме.

## Начало распространения

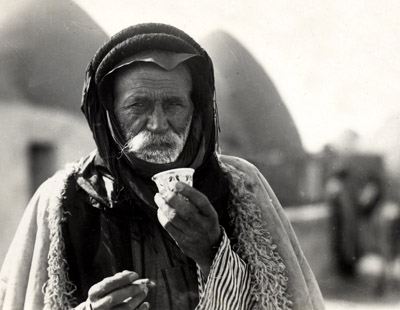
Сирийский бедуин пьёт традиционный кофейный напиток «murra» (горький кофе). Халеб, Сирия (1930)

В Европе первую точную и полную характеристику кофейного дерева дал Просперо Альпини, итальянский врач из Падуи, сопровождавший в 1591 году венецианское посольство в Египет. Первая чашка кофе была предложена европейцам в Риме в 1626 году папским нунцием делла Валле, который пристрастился к кофе в Иране. Через 20 лет появилась первая кофейня в Венеции, затем кофейни появились в Марселе и Франции. Считается, что таким образом была засвидетельствована растущая популярность кофе в ряду европейских стран. Тем не менее лекари тех времён восстали против употребления кофе.
Первое известное упоминание кофе во Франции принадлежит торговцу кофе Филиппу Сильвестру Дюфуру. Дюфур ссылается на труды персидского врача Мухаммада ибн Закария Рази, известного на Западе под именем Разес (850—922). В своей медицинской энциклопедии Разес называет кофе «банчумом». Изучив этот труд, специалисты пришли к выводу, что целебные свойства кофе были известны древним врачам ещё до нашей эры. Один из первых наиболее значимых авторов, писавших о кофе, Абд ал-Кадир ал-Джазири, опубликовал в 1587 году работу «Umdat al safwa fi hill al-qahwa», в которой подробно описал историю кофе. Как писал ал-Джазири, первым человеком, попробовавшим кофе, в 1454 году был муфтий Адена, шейх Джамал аль-Дин аль-Дхабхани. Вскоре после этого арабские торговцы доставили кофейные зёрна в Аравию, где развели первую в мире кофейную плантацию на территории современного Йемена. Арабы называли напиток, изготовленный из этого растения, «кахва» (в переводе с арабского «отгоняющий сон») — на этом базируется вторая версия происхождения слова «кофе». Также суфисты были одними из первых, кто начал использовать кофе как средство борьбы со сном. Из Аравии кофе был отправлен в Мекку и Медину, а также другие крупные города, такие как Каир, Дамаск, Багдад и Стамбул. В странах Арабского Магриба (Алжир, Ливия, Тунис, Марокко) кофе стал известен в XV веке, после вхождения в состав Османской империи. В 1633 году после антиосманского восстания Йемен установил прямые торговые связи с европейскими странами, начав поставки кофе «Мокко». Именно в этот период наступил расцвет порта как главного кофейного торгового центра. По времени расцвет совпал с общим экономическим подъёмом страны, которую с этого времени стали называть «Счастливейшая» (от слова «йаман» — счастливый). Моха дал название сорту кофе, произведённому в Аравии.
Название известного в мире кофе Моха происходит от названия порта Ал-Моха, из которого до двадцатых годов XVIII века велась активная торговля кофейными зёрнами. Затем, с началом широкого производства кофе в других странах, роль и значение порта как главного центра международной торговли кофе резко снизились. В 1511 году на Соборе законоведов, состоявшемся в Мекке, кофе именем Аллаха был проклят, а напиток, сваренный из его зёрен, признан «одурманивающим зельем дьявола» и запрещён к употреблению. Неподчинившихся жестоко карали: отрезали язык, а порой и казнили — зашивали в мешок из-под кофейных зёрен и бросали в море.
В XII веке на кофе был наложен запрет Эфиопской православной церковью. Однако во второй половине XIX века отношение Эфиопии к кофе существенно изменилось. Как писал Ричард Панхерст, «это произошло только благодаря императору Менилику II, обожавшему пить кофе, и Эбону Мэтиосу, который сделал многое для того, чтобы развеять мнение духовенства о кофе как исключительно мусульманском напитке».
Кофе в современном Йемене — национальный напиток. В Йемене особенно популярен традиционный йеменский кофе с имбирём. Интересно, что йеменский кофе называется по имени районов, где выращивается.
В 1554 году в Стамбуле была открыта первая кофейня. Двое сирийских купцов открыли своё заведение, получившее название «Круг мыслителей». Кофейни в Стамбуле изначально служили местом отдыха и развлечений, философских и политических бесед. По этой причине уже в период правления султана Мурада IV (1623—1640) всем жителям Османской империи запретили пить кофе под страхом смертной казни. В 1511 году указом правительства Османской империи все кофейни были закрыты. Однако, уже в 1524 году по приказу турецкого султана Селима I был издан указ (фетва), провозглашавший о том, что людям разрешено пить кофе. В Каире и Египте запрет действовал с 1532 года.

## Европа

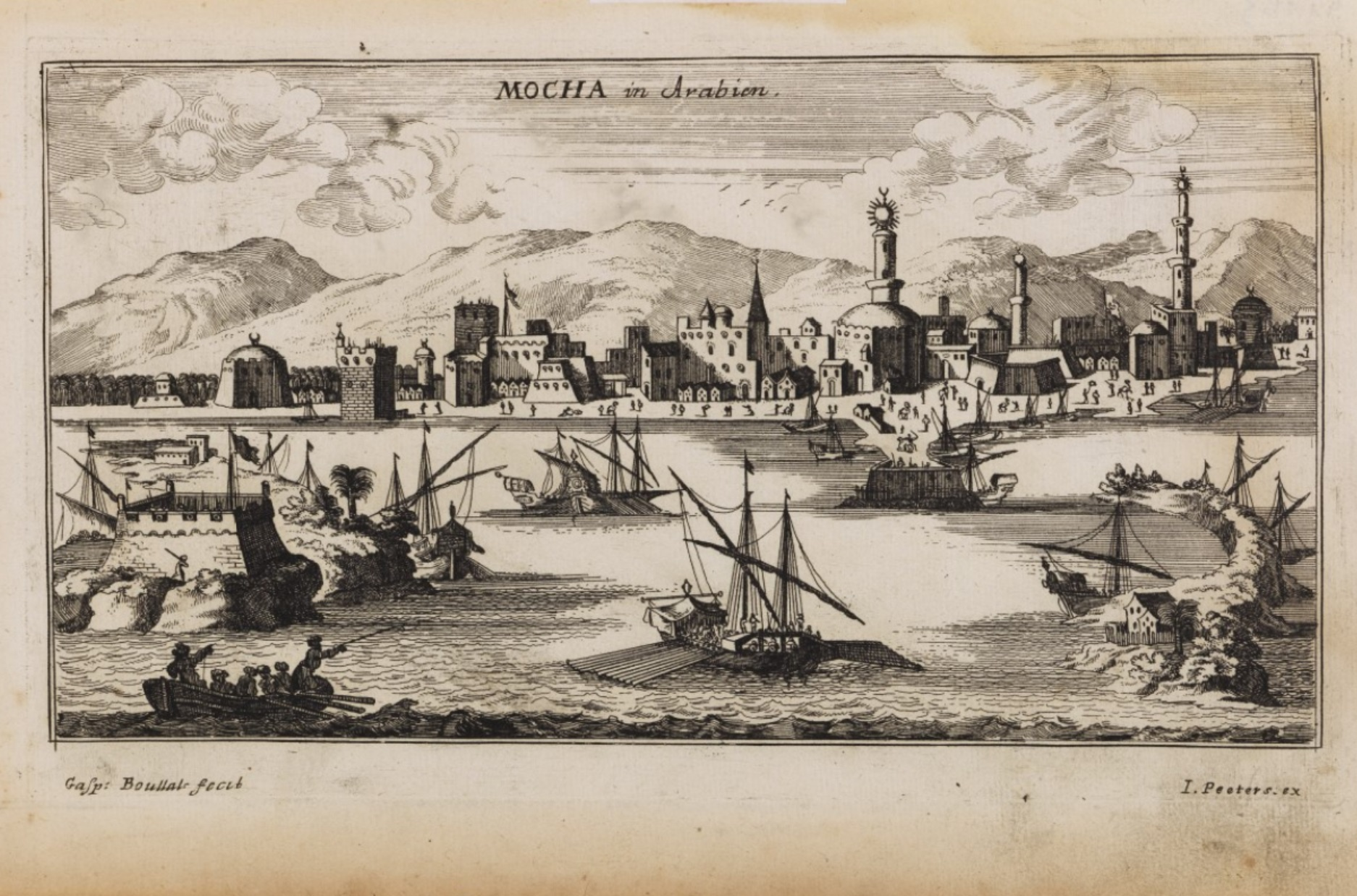
Портовый город Моха на Красном море. Гравюра, 1692 год, Голландия

В Европе кофе появился в первой половине XVI века и стал не менее популярен, чем в мусульманских странах. Европейское духовенство также пыталось бороться с его влиянием, налагая запреты под предлогом того, что кофе, называемый «чёрной кровью турок», является пагубным влиянием ислама на души христиан. Впервые кофе был привезён в Европу в 1615 году венецианскими купцами. Это произошло во время появления в Европе двух других горячих напитков — горячего шоколада, привезённого из Америки испанцами в 1528 году, и чая, впервые появившегося в Европе в 1610 году. Самая известная венецианская кофейня «Кафе Флориан» на Площади Сан Марко была открыта в 1720 году. В настоящее время кофейня по-прежнему работает и открыта для посетителей. Крупнейшая в мире страховая компания «Ллойд» в Лондоне также начиналась как кофейня, открытая в 1688 году Эдвардом Ллойдом. Ллойд готовил списки судов, которые его клиенты страховали.
О кофейном дереве писал в 1548 году Антонио Менавино, а через десять лет Пьер Белон упоминает его в списке растений Аравии, подчёркивая при этом его африканское происхождение. О кофе и кофейных деревьях рассказывает в своей книге, изданной в 1592 году, профессор Падуанского университета Просперо Альпини. Кофе был отмечен в сирийском городе Халеб аугсбурским медиком Леонардом Раувольфом, первым европейцем, который называет кофе «chaube» в 1573 году; Раувольф использовал подробные описания кофейных деревьев, которые были сделаны европейскими путешественниками. В его книге, выпущенной в 1582 году и посвящённой его путешествиям по странам Востока, можно прочесть следующие строки:

«Среди прочих полезных вещей у них есть напиток, которому они придают большое значение и который называют „шаубе“. Этот напиток чёрен, как чернила, и очень полезен при многих болезнях, особенно при желудочных. Они имеют обыкновение пить его утром, и даже на людях, не боясь того, что их увидят. Они пьют его из маленьких глиняных или фарфоровых довольно глубоких чашечек настолько горячим, как только терпят губы. Они часто подносят чашечку к губам, но пьют маленькими глотками… Готовят этот напиток из воды и зёрен, которые жители называют „бунну“. Эти зёрна очень похожи по виду и размеру на ягоды лаврового дерева и заключены в две пленки. Это питьё очень распространено. Вот почему на базаре всегда можно видеть купцов, которые торгуют либо напитком, либо зёрнами».— Леонард Раувольф
Из Османской империи кофе был импортирован в Италию. Именно в Италии советники Климента VIII предлагали ему объявить любимый напиток Оттоманской империи нечистым. Однако папа решил благословить кофе, сделав его приемлемым христианским напитком. Это произошло в 1600 году. Первая европейская кофейня была открыта в Венеции в 1645 году. Она называлась «La bottega del caffè». Активная торговля между Венецией и мусульманами в Северной Африке, Египте и Востоке несла большое разнообразие африканских товаров, включая кофе, ставшего ведущим товаром европейского порта. Венецианские торговцы ввели традицию предлагать богатым людям Венеции чашку кофе.

### Англия
«Тут славный Ллойдов кофейный дом, где собираются лондонские страховщики и куда стекаются новости из всех земель и частей света, тут лежит большая книга, в которую они вписываются для любопытных и которая служит магазином для здешних журналистов. Подле биржи множество кофейных домов, где купцы завтракают и пишут. Господин С* ввёл меня в один из них — представьте же себе моё удивление: все люди заговорили со мною по-русски! Мне казалось, что я движением какого-нибудь волшебного прутика перенесён в моё отечество. Открылось, что в этом доме собираются купцы, торгующие с Россиею; все они живали в Петербурге, знают язык наш и по-своему приласкали нас».
В Англии кофе считали хорошим медицинским средством. Некоторые врачи считали, что молотый кофе помогает при заболеваниях кишечника, а также при истерии. Англичане считали, что как напиток кофе стимулирует умственную деятельность, успокаивает душу и «иссушает фонтаны слёз». Первый в истории кофейный дом в Лондоне был открыт в 1652 году в университетском Оксфорде. Его открыл выходец из Турции Паска Рози. Сохранился экземпляр стихотворного посвящения Рози, где Паска назван первым человеком, познакомившим жителей Лондона с кофе. В 1583 году известный немецкий врач Леонард Раувольф писал, что в Англии кофе появился в XVI веке, благодаря усилиям Британской Ост-Индской компании и Голландской Ост-Индской компании. Кофейни в Англии назывались «университетами пенни». Именно в кофейнях проводились первые шахматные соревнования. К 1675 году по Англии насчитывалось более 3000 кофеен.
В 1668 году в Лондоне открылся кофейный дом Эдуарда Ллойда, который посещали торговцы и морские страховые агенты. Позже это предприятие преобразовалось в известный рынок страхования «Lloyd's of London» (по-русски Лондонский Ллойд или просто Ллойд), называемый иногда (ошибочно) страховой компанией. Представляет собой место, где встречаются андеррайтеры со страховыми брокерами для заключения договоров страхования и перестрахования. По свидетельствам очевидцев, этот кофейный дом посетил молодой Николай Карамзин летом 1790 года. Свои впечатления о визите на Биржу Карамзин описал в книге «Письма русского путешественника». Другой кофейный дом «Джонатан» положил начало первой английской фондовой бирже.
В начале 1675 года английский король Карл II подписал «Прокламацию о запрещении кофеен» (англ. Proclamation for the Suppression of Coffee Houses), согласно которой все лондонские кофейни оказались закрытыми для посетителей. В прокламации кофейни были объявлены «пристанищем недовольных [существующим порядком] лиц и просто бездельников». Сподвижниками стали английские женщины, утверждавшие, что мужчины пренебрегают семейными обязанностями для того, чтобы обсудить за кофе дела или политику. Его указ был отозван после общественного возмущения. Со временем популярность кофе в Европе заметно возрастала и спустя годы получила известность в Америке.
Архивные документы свидетельствуют, что в Европе долгое время действовал запрет на посещение кофеен женщинами. В отличие от Англии, в Германии женщины могли свободно посещать кофейни. В трактате 1661 года «Характер кофе и кофеен», автор которого назвал себя «M.P.», были перечислены следующие целебные свойства кофе:

«Этот напиток достоин высших похвал прежде всего потому, что способен изгнать из ума вульгарность и приступы гнева. Превосходная ягода! Напиток действенен в борьбе с желудочной слизью».— «A Character of Coffee and Coffee-Houses», 1661
В 1674 году женщины опубликовали петицию «Женское ходатайство против кофе», в которой жаловались:

Никогда представители мужского пола не носили более широких бриджей, и никогда столь мало не было в них мужского достоинства!. Такая ситуация сложилась из-за чрезмерного потребления отвратительного языческого ликёра под названием кофе, который… сделал наших мужей евнухами и искалечил наших милых галантных кавалеров… Они приходят домой выжатые, как лимон, и во всем их организме нет ничего влажного, кроме сопливых носов, ничего твёрдого, кроме костей, ничего стоячего, кроме ушей. — «Women's Petition against Coffee», 1674
В ответ на женскую прокламацию мужчины выступили с «мужским ответом на женское ходатайство против кофе в защиту незаслуженно оклеветанного напитка» (англ. The Men's Answer to the Women's Petition against Coffee). Петиция была также опубликована в Лондоне в 1674 году.
В 1906 году Джордж Констант Вашингтон, английский химик, живший в Гватемале, заметил осадок в виде пудры, который собирался в его серебряной кофеварке. После экспериментов он создал первое массовое производство растворимого кофе, за которым последовали дюжины других видов. Этот вид называется «Red E Coffee».

### Россия
Одно из первых известных упоминаний о кофе в России относится к 1665 году. Именно в этом году придворный лекарь Сэмюэль Коллинз прописал Алексею Михайловичу, отцу Петра I, следующий рецепт: «Варёное кофе, персианами и турками знаемое, и обычно после обеда, изрядно есть лекарство против надмений, насморков и главоболений».

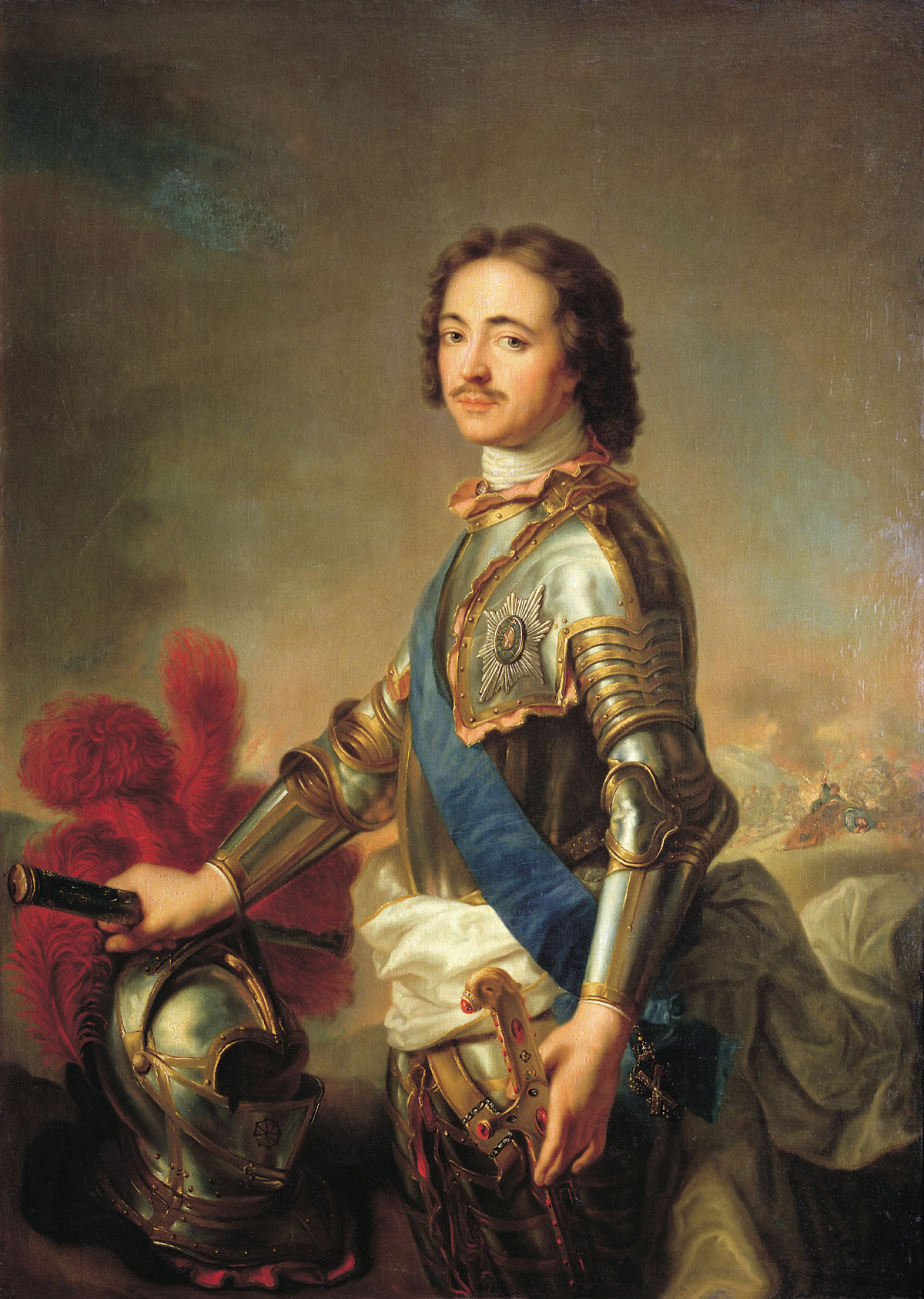
Портрет Петра I (1710)

В начале XVIII века большой вклад внёс в дело распространения кофе в России император Пётр I. Пристрастившись к этому напитку в Голландии, он ввёл его в обычай на своих ассамблеях. История рассказывает, как Пётр, находясь в Голландии, часто бывал и даже некоторое время жил у амстердамского бургомистра Николааса Витсена, известного в то время предпринимателя и кофеторговца. По распоряжению Петра І кофе угощали даже при входе в кунсткамеру. Однако появление кофе сопровождалась многочисленными религиозными филиппиками. В глазах старообрядцев кофе становится примером сатанинских новшеств, занесённых в Россию Петром из враждебной Европы. Известна старообрядческая поговорка, апеллирующая к (псевдо)этимологическому аргументу: «Кофин пить — налагать ков на Христа», а также наставительное сочинение «в защиту древнего благочестия» «О табаке, о чаю, кофии» («Аще кто от православных христиан…»).
Первый кофейный дом в России был открыт в 1740 году при Анне Иоанновне. Императрица прославилась как большая поклонница кофе. Известно, что каждое утро ей в постель подавали чашку кофе. По воспоминаниям современников, Пётр III (супруг Екатерины Великой), ежедневно терзаемый жестоким похмельем, отпивался по утрам крепким кофе и курил сигары.
Во второй трети XVIII — начала XIX века в русской периодике и литературе встречаются многочисленные упоминания о гадалках-кофейницах (в их ряду — ранняя комическая опера Крылова «Кофейница»). В 1799 году гадание на кофейной гуще стало темой столичных пересудов в связи с судебным делом лифляндского дворянина 35-летнего поручика Егора Карповича Кемпена, рассказавшего своим сослуживцам историю о цыганке, будто бы гадавшей на кофейной гуще императору Павлу и предсказавшей ему кончину. О рассказе Кемпена было донесено в Тайную канцелярию. Кемпен был допрошен и в наказание послан служить в полк графа Разумовского.
В начале XIX века в Москве открылось известное «кафе Печкина». Сюда приходили знаменитые писатели, актёры, музыканты, художники поиграть в шахматы, бильярд, почитать газеты, узнать новости, пообщаться — Виссарион Белинский, Александр Герцен, Тимофей Грановский, Михаил Бакунин, Митрофан Щепкин, П. Молчанов, А. Островский. Об этом клубе Алексей Писемский писал: «Самое разумное и мыслящее место в Москве», а поэт Афанасий Фет любил говорить: «Кто знает, сколько любви к науке и искусству излучило кафе Печкина».
Но в то же время в XIX столетии Россия становится «чайной» страной, где даже небогатые слои населения наслаждались чаем. Кофе оставалось дорогим элитным напитком. В XIX веке Петербург был охвачен всепоглощающей страстью к кофе. Женская прислуга даже оговаривала себе отдельное «кофейное довольство». В начале XX столетия в России кофе был символом роскоши и богатства.
Значительная часть импортного кофе в России продавалось на Нижегородской ярмарке, главной товарной бирже страны. Постепенно средняя цена упала с 19 до 10 руб. за пуд. В конце XIX века импорт кофе в Россию составлял 8128 тонн в год, а в начале XX века — уже 12 352 тонны в год.
В посленэповском СССР потребление кофе фактически сошло на нет. Его закупали на валюту за рубежом, варили и мололи в считанных элитных ресторанах Москвы и Ленинграда.
Во время войны кофе был введён в паёк для всех раненых и поставлялся на фронт — это даже заставило Советский Союз увеличить его закупки по сравнению с довоенным периодом.
Вновь в потребление широкими массами кофе вернулся в начале 1960-х годов, когда СССР стал помогать получившим независимость странам Африки, у которых кофе был одним из немногих товаров, которые эти страны могли предложить в качестве бартера советским кредитам. Кофе вновь стал подаваться в точках общепита, однако в розничной продаже был дефицитом, растворимый кофе выдавали по одной банке в праздничных наборах.
С 1990-х годов Россия вошла в десятку самых кофепотребляющих стран в мире. В наши дни кофе пользуется у россиян большим спросом. Особенно растворимый, как более удобный и быстрый в приготовлении. Статистика утверждает, что растворимый кофе составляет 86 % от всего объёма импортируемого в Россию кофе (недоступная ссылка).

### Франция
Кофе был завезён во Францию в 1644 году, но только спустя 15 лет он завоевал некоторую популярность среди французов. Антуан Галлан (1646—1715) в своей книге о происхождении кофе описывает мусульманскую ассоциацию кофе, чая и шоколада: «Появлению кофе во Франции мы обязаны великим (арабским) врачам. Именно благодаря им современному миру стал известен кофе, который можно употреблять в пищу также, как сахар, чай и шоколад». Позднее в 1672 году сицилиец Франческо Проккопио открыл первую парижскую кофейню, которая располагалась напротив театра «Комеди Франсез». Его быстрый успех способствовал тому, что кофейные заведения распространились вскоре по всему Парижу. Помимо кофе, в нём также подавали другую новинку — мороженое. Исторические документы свидетельствуют, что в 1644 году несколько французов отправились с миссией в Стамбул и вернулись во Францию не только с жареными кофейными зёрнами, но также с медным кофейником и маленькими чашечками для питья. В 1669 году посол османского султана Мехмеда IV в Париже Сулейман Ага впервые угощает Людовика XIV кофейным напитком. В мае 1670 года посол ввёл традицию предлагать своим европейским гостям кофе. Первая кофейня была открыта в 1671 году в Марселе.
Позже в 1714 году, когда популярность кофе значительно выросла, бургомистр Амстердама подарил королю Людовику XIV кофейные деревья, которые затем стали родоначальниками кофейных плантаций Южной Америки в 1723 году. Приблизительно в это время впервые кофе употребляют с сахаром. Хотя большая часть французской знати увлеклась кофе, некоторые находили его крайне неприятным. Немецкая супруга брата короля Людовика XIV сравнивала его с дыханием Архиепископа Парижского. Мадам де Севинье, попробовав кофе, отвергла его также яростно, как и какао. Один дворянин использовал его исключительно для очищения кишечника, делая кофейные клизмы, которые, по его словам, действовали безотказно.

### Австрия

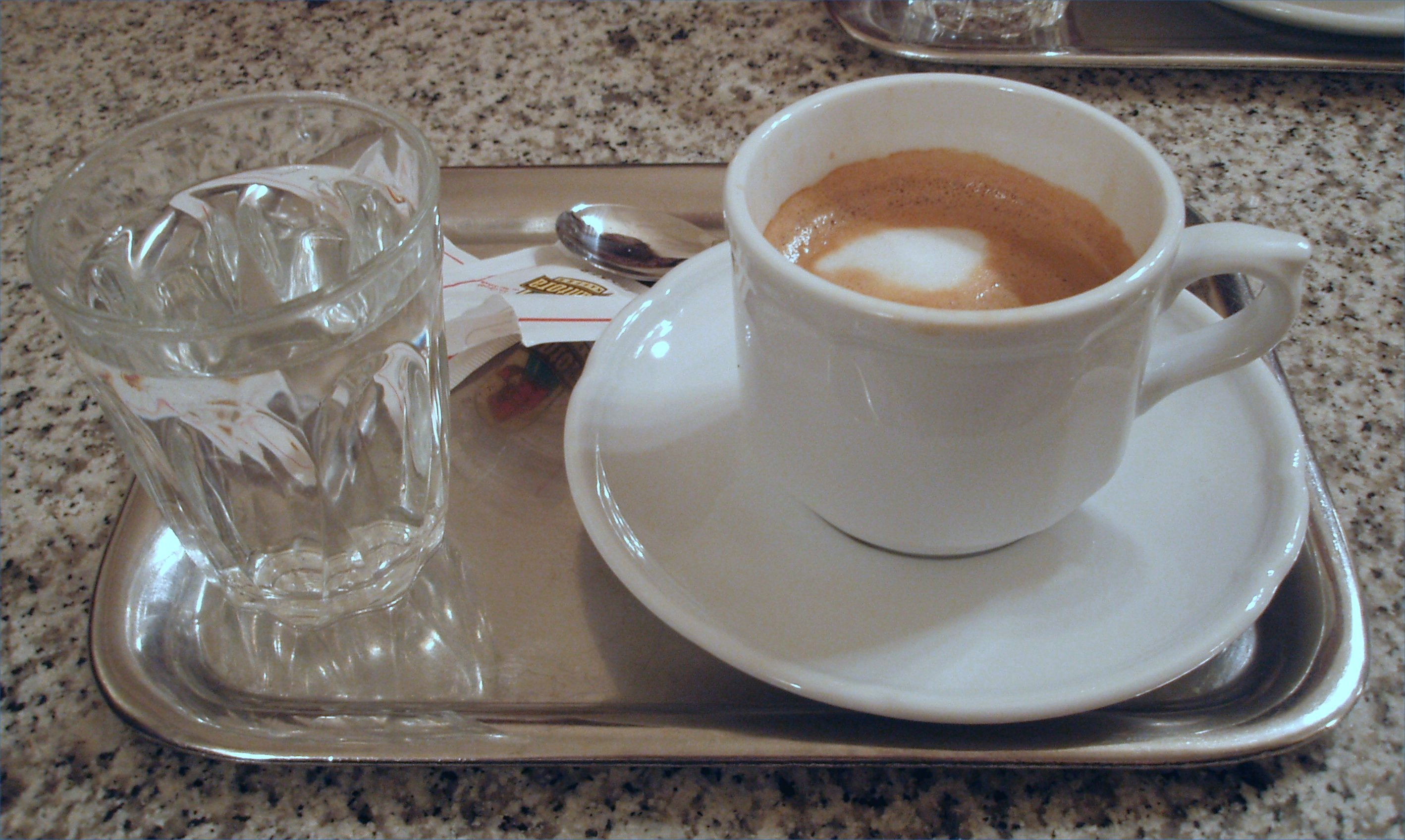
Венский меланж

Архивные документы свидетельствуют, что жители Вены пили кофе уже в 1660-х годах, однако первые кофейни открылись только в 1680-х. Согласно полулегендарной версии, отвергнутой современными историками, первым человеком, который привёз в Вену кофейные зерна, был польский офицер украинского происхождения, один из солдат Яна III Собеского, Юрий Кульчицкий. Известно, что в молодости Кульчицкий оказался в Турции, где с риском для жизни проникал через неприятельские позиции, поддерживая связь между австрийским подкреплением и защитниками осаждённой Вены. Благодаря героизму Кульчицкого турки были обращены в бегство и поспешно отступили, оставив всё своё снаряжение, включавшее мешки с зелёными кофейными зёрнами. Кульчицкий присвоил их себе. Вернувшись на родину вскоре после Венской битвы, Кульчицкий в 1685 году открыл в Вене первую кофейню, назвав её «Под голубой фляжкой», и помог популяризировать обычай добавлять в кофе молоко и сахар. Благодарные австрийцы установили Кульчицкому памятник, который можно увидеть и в наши дни.
В то же время, существуют документы, подтверждающие, что первые венские кофейни были открыты армянскими купцами: сначала 17 января 1685 года Йоханнесом Диодато (наст. имя — Ованес Аствацатур), затем 23 марта 1697 года уроженцем Еревана Исааком де Лука (наст. имя — Саак Гукасян): последний и был на самом деле основателем кофейни «Под голубой фляжкой» (1703 г.).
Особой популярностью кофейни пользовались в Праге, Кракове, Будапеште. Венские кафе представляли собой образ жизни и постепенно превратились в один из важнейших институтов социума. От них пошла мода на деревянные журнальные столики, мраморные столики и округлые формы стульев, созданные Михаэлем Тонетом и ставшие символами обстановки кафе по всей Европе.
Современная Вена хранит старые традиции и по-прежнему является городом кафе. Среди них старинные кафе «Шварценберг» и «Централ», сравнительно молодые, но не менее престижные «Херренхоф», «Прюккель», «Веймар», «Гринштайдль». 1 октября в Вене официально отмечают «День кофе». В этот день посетителям венских кафе предлагается традиционный венский кофе.

### Германия

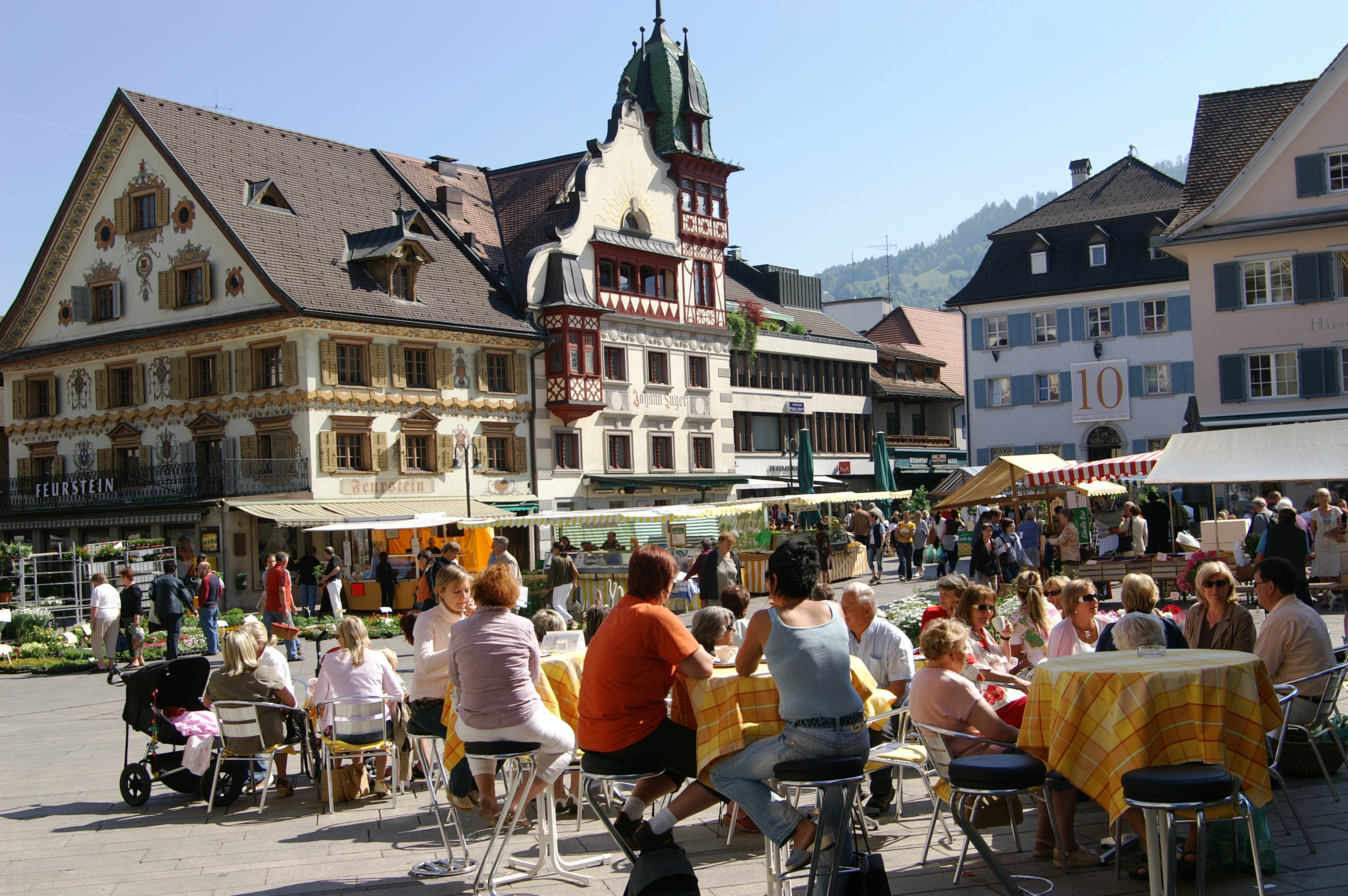
Кофейня на рыночной площади в Дорнбирне, на заднем плане Княжий Дом

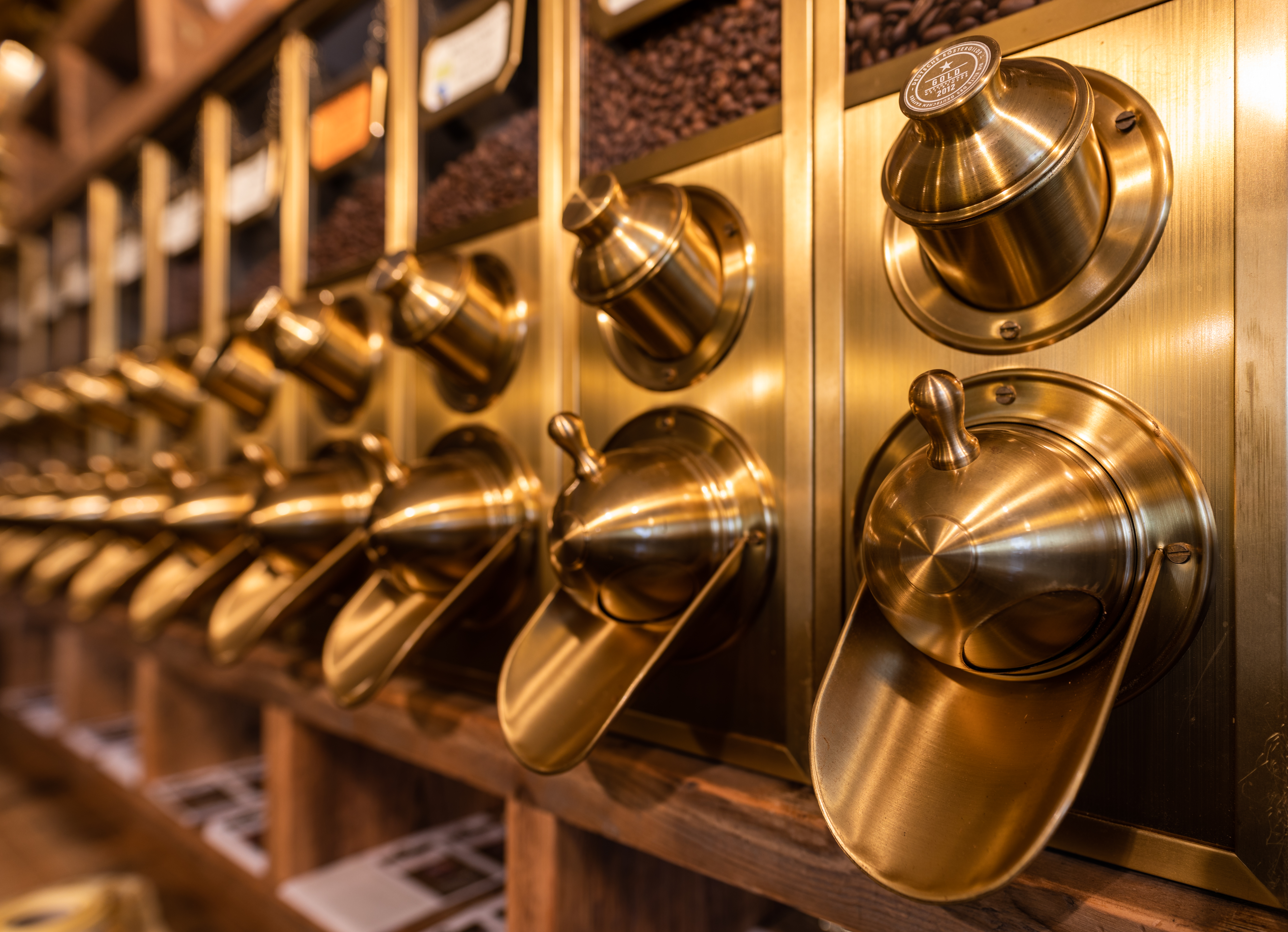
Контейнеры в кофейном магазине в Дюльмене, Северный Рейн-Вестфалия

Появление кофе в Северной Германии связано с именем Людвига IV Гессенского. Из рассказов путешественников о кофе в Германии знали с конца XVI века, но сам кофе появился там только в 1670 году. Первое описание кофейного дерева и кофейного напитка принадлежит немецкому врачу из Аугсбурга Леонарду Раувольфу в 1582 году. Раувольф описал кофейные деревья в своём дневнике путешествий. В 1596 году немецкий натуралист Беллус стал первым человеком, кто познакомил европейцев с кофейными зернами. В 1675 году голландец Ян Данц, по профессии врач, доставил кофейные зерна к бранденбургскому двору в Северной Германии, а также открыл первую кофейню в Бремене. В этом же году первые кофейни были открыты в Гамбурге, Бремене и Ганновере. В начале XVIII века в Берлине уже существовало 10 кофеен, а в Лейпциге — 8. Интересно, что первоначально кофейни были предназначены преимущественно для мужчин, так что женщины средних классов объединялись в «кофейные кружки» (нем. Kaffeekräntschen). С начала XIX века в Германии возникла традиция проведения женских аристократических кофейных вечеринок. Богатые дамы, жёны крупных буржуа, стали еженедельно собираться на послеобеденный кофе. Мужчины этих женщин называли kaffeeklatsch («кофейные сплетницы»). Рабочим кофе был запрещён под тем предлогом, что он вызывает бесплодие, но это лишь привело к возникновению процветающего чёрного рынка. Однако, уже к началу XIX века кофе был вновь разрешён. 26 сентября в Германии отмечается «День кофе» под девизом «Кофе — это международный изыск». Вначале зародившись в Гамбурге и Лейпциге, кофейные вечеринки вскоре широко распространились по всей Германии. Большинство немецких «Кафехаузенов» были одновременно музыкальными салонами, в которых организовывались концерты. С 1720 года на протяжении 20 лет в Циммерманс Кафехауз в Лейпциге давал концерты Иоганн Себастьян Бах. В этом кофейном доме Бах время от времени по заказу его владельца писал музыку, исполняемую в доме по пятницам зимой и по средам летом. Между 1732 и 1734 годом Бах создаёт шуточную «Кофейную кантату» на стихи немецкого поэта Пикандера, которая была впервые исполнена в 1734 году.
В 1777 году Фридрих Великий издал манифест, содержавший ряд жалоб и требований. Этот закон сохранял свою силу в течение двадцати лет. Доносчик, сообщивший о любителе кофе, получал четвёртую часть штрафа провинившегося. Также король наложил запрет на жарку кофе дома и даже учредил «кофейный сыск»

Омерзительно признавать увеличение количества кофе, потребляемого моими подданными… Мой народ должен пить пиво… Многие баталии были проведены и выиграны солдатами, вскормленными пивом, но Король не чает, что можно рассчитывать на солдат-любителей кофе, когда надобно выдержать испытания и поразить неприятеля.— Фридрих Вильгельм

### Голландия
Решительный шаг в деле распространения кофе сделал Николаас Витсен, инициативный бургомистр Амстердама и член правления Голландской Ост-Индской компании. Именно он убедил генерал-губернатора Джоана ван Хурна в Батавии заняться выращиванием кофейных деревьев в Голландской Ост-Индии. Позднее голландцы тайно вывезли кофейные саженцы в Голландскую Ост-Индию, где саженцы быстро прижились и размножились. Голландские предприниматели первыми начали разводить кофе в своих колониях. И первыми кофейными плантациями стали голландские острова Ява и Суматра (1690 год), позднее Шри-Ланка и другие острова Сунды. К началу XVIII века Голландия стала крупнейшим производителем кофе на мировом рынке. К 1719 году Голландская Ост-Индская компания смогла удовлетворить растущий спрос Европы на «кофе с острова Ява». Кофейные деревья были выращены под стаканом в Ботаническом саду Лейдена, после чего их черенки были посажены в других ботанических садах. В 1714 году голландцы, участвовавшие в заключении Утрехтского мирного договора, передали своим французским партнёрам на переговорах ростки кофе, которые позднее были выращены профессором ботанического в королевском саду в Париже.

## Америка

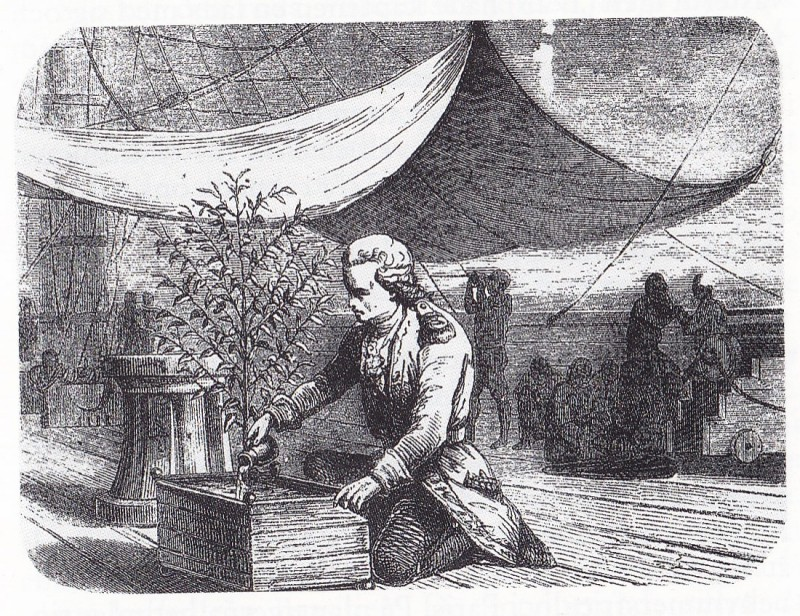
Габриель Матьё де Кльё

Первые упоминания об употреблении кофе на Северо-Американском континенте относятся к 1668 году, а вскоре после этого во многих городах, включая Нью-Йорк, Филадельфию и Бостон, открылись первые кофейни. Впервые кофе был завезён в Америку голландцами в начале XVIII века. По другой версии, о кофе в США стало известно благодаря английским переселенцам несколькими десятками лет раньше. На это указывают записи, сделанные в судовом журнале капитана Джона Смита, указавшего кофе, а также приспособления для его перемалывания, в числе грузов, которые перевозил его корабль. В 1720 году французский морской офицер Габриель Матьё де Кльё (1687—1774) в звании капитана от инфантерии решает выращивать кофе в Новом Свете. В 1723 году Де Кльё получил несколько кофейных саженцев от французского ботаника из Королевского ботанического сада Антуана де Жюссьё. Вскоре после этого король поручил капитану де Кльё перевезти выращенное дерево на остров Мартинику (Антильские острова). Де Кльё с большим риском и лишениями исполнил поручение короля. На Антильских островах он организовал кофейные плантации на Гаити, Ямайке, Кубе, Пуэрто-Рико и Тринидаде. Франция стала обладать богатым источником доходов и в честь этого воздвигла памятник капитану Де Кльё на острове Мартиника. По воспоминаниям Де Кльё, большую часть своего скудного рациона питьевой воды он отдавал кофейному деревцу. Первый сбор урожая состоялся в 1726 году. Позднее де Кльё посадил ростки на острове Гваделупа и Сан-Доминго, где ранее располагались плантации какао. В 1774 году известный французский журнал «Annee Litteraire» опубликовал воспоминания де Кльё:

Невозможно перечислить всё множество заботы об этом деликатном растении в столь долгом путешествии, и трудностях, которые я испытывал сохраняя его от рук человека, который был низок в зависти к моей радости в услужении стране и невозможности отобрать у меня ни кофейное дерево, ни его ветки.— Габриель Мэтьё де Кльё
Через три года после смерти офицера число кофейных деревьев на острове достигло 19 миллионов. Кофе начал распространяться по Новому Свету из двух точек — Мартиники и голландской Гвианы (Суринам). Приблизительно в 1730 году испанцы ввозят его в Пуэрто-Рико и на Кубу, в Колумбию, Венесуэлу и на Филиппины. Бразилия получает кофе от португальцев, а Ямайка благодаря стараниям англичан сегодня имеет свой знаменитый сорт Блю Маунтин, выращиваемый на высоте 1500 метров над уровнем моря на склонах Голубой горы. Сейчас он является одним из самых дорогих на планете наряду с Галапагос Сан Кристобаль, Индонезия — Копи Лювак и Йемен — Мока. В 1774 году колонизаторы Соединённых Штатов на Континентальном конгрессе провозгласили кофе своим национальным напитком.
В конце XIX века разведением кофейных растений занялись большинство европейских стран. Вскоре кофе начали самостоятельно выращивать французы на острове Бурбон в Индийском океане. Это стало началом истории знаменитого во всём мире сорта кофе «арабика», который носит название Бурбон. Известно, что на колониальных плантациях Франции работали преимущественно африканцы, исполнявшие обязанности чернорабочих. Каторжные условия труда стали первой предпосылкой к Гаитянской революции 1791—1804 года В XVIII веке кофе был распространён по всему миру. Существовали плантации кофейных деревьев в Гвиане и на Мартинике — 1721 год, в Бразилии — 1727, в 1730 году — на Ямайке, во второй половине века кофейные плантации появляются на Кубе, в Гватемале и Коста-Рике. Почти на каждом острове в качестве рабов на плантациях использовали индейцев. Как и в случае с плантациями во Франции, каторжные условия труда привели к многочисленным общественным протестам и государственным переворотам. Коста-Рика оставалась единственным государством, в котором выращивание кофе происходило на чисто коммерческой основе. В 1820 году Коста-Рика также стала первым государством, экспортировавшим кофе. Однако нехватка рабочей силы предотвратила образование крупных ферм. На протяжении двух столетий на фермах Коста-Рики действовал эгалитарно-авторитарный режим, ставший причиной массовых беспорядков в обществе. В 1727 году португальцы, вынужденные урегулировать пограничный конфликт между французской и голландской Гвианами, воспользовались своей ролью посредников и выкрали несколько саженцев кофейного дерева. Лейтенант Франциско де Мальо Палета был командирован в Гвиану для решения спорного вопроса. По воспоминаниям очевидцев, в благодарность за услуги Палета получил от жены губернатора букет цветов, среди которых были несколько черенков кофейного дерева. В 1893 году из Бразилии кофе был вывезен в Кению и Танзанию, расположенной вблизи Эфиопии, родины кофе.
Первые упоминания о кофе в Нью-Йорке относятся к 1668 году. Сообщается, что этот напиток приготавливается из обжаренных кофейных зёрен с добавлением сахара и мёда. Первые кофейни в Америке появились в 1691 году, в Бостоне. Они назывались «Лондонский кофе хауз» и «Гатеридж кофе хауз». В Нью-Йорке первое кафе появилось в 1696 году и называлось «Кингз Армз». Но самым знаменитым было кафе «Зелёный дракон», бывшее местом встреч зачинщиков восстания против ненавистной тирании заокеанского короля. Бостон также являлся местом самой крупной кофейной биржи. Первые американские кофейни во многом копировали своих английских предшественников. Поначалу кофе в Нью-Йорке был доступен только привилегированным слоям общества. Однако все резко изменилось в 1773 году, когда король Георг III обложил налогами чайную продукцию и среди американцев вспыхнул бунт. 16 декабря 1773 года жители Бостона, переодевшись индейцами, проникли на английское грузовое судно, стоявшее в гавани, и выбросили за борт весь груз — 342 ящика с чаем стоимостью 18 тысяч фунтов стерлингов. В XX веке в 1920 году в связи с принятием в США «сухого закона» начался кофейный бум.

## Производство

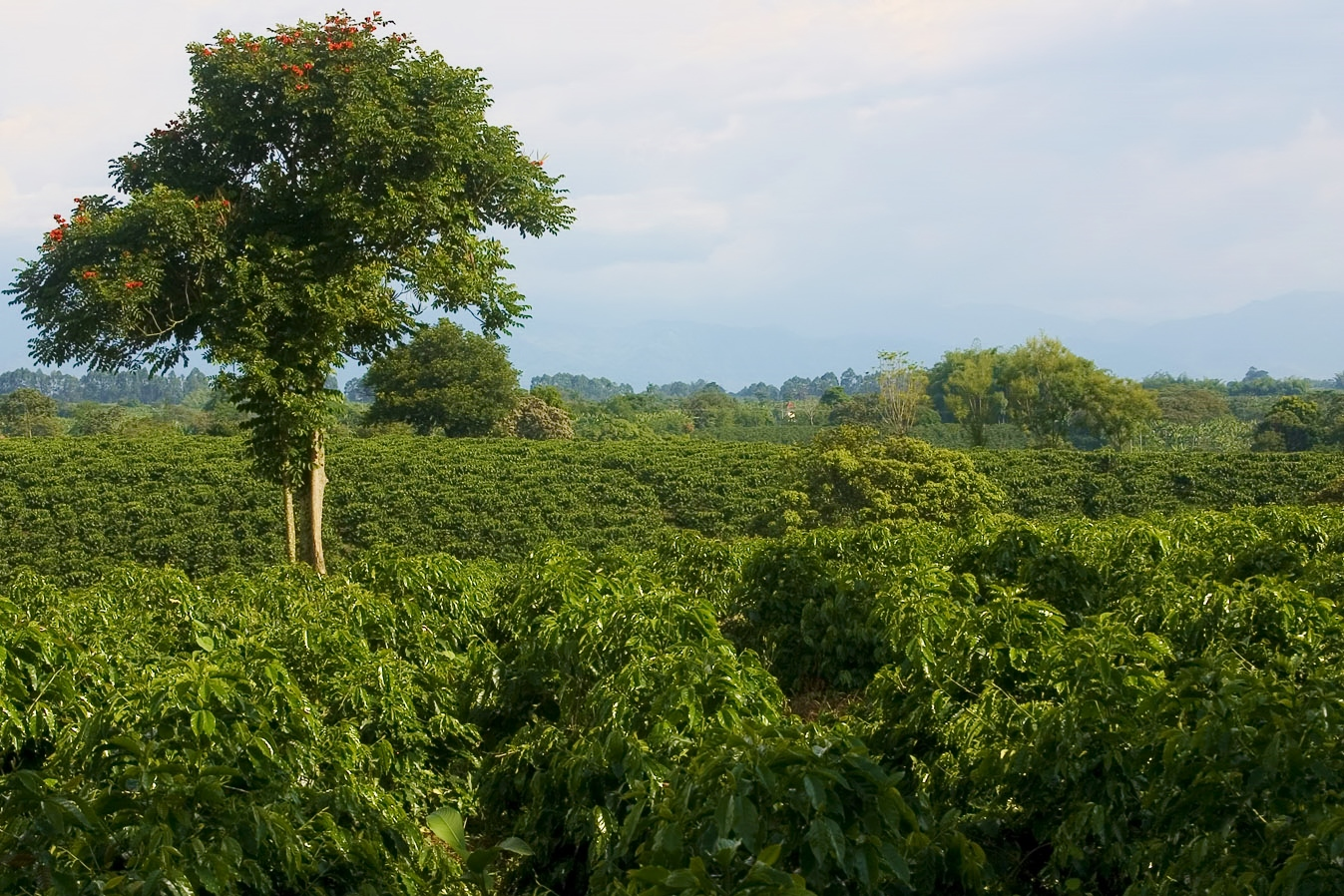
Кофейные плантации на юге Кимбая, Киндио, республика Колумбия

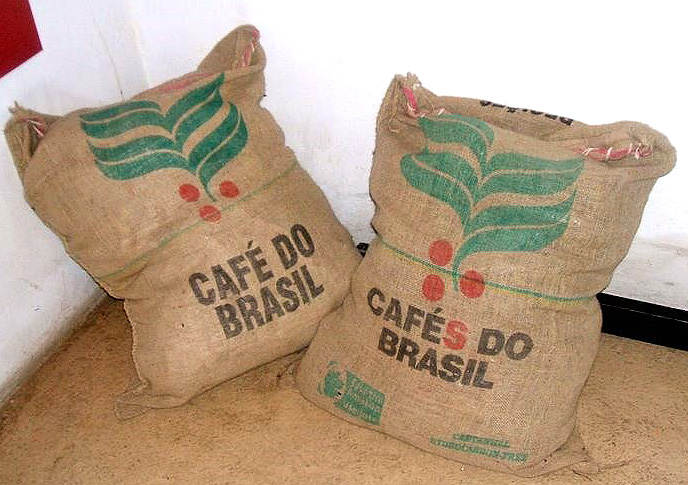
Мешки с бразильским кофе

В мировой торговле по объёму операций купли-продажи кофе уступает только нефти, занимая второе место. Ежегодно на мировом рынке продаётся кофе на сумму более чем 2 млрд долларов.

### Бразилия

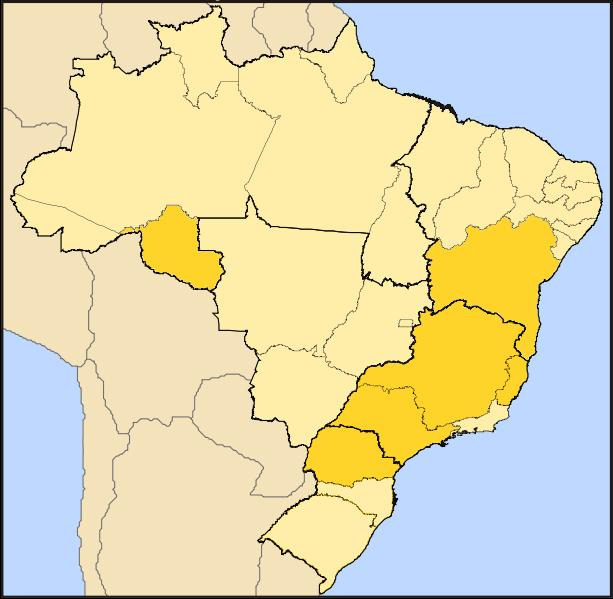
Карта-схема штатов и регионов Бразилии. Районы производства кофе выделены оранжевым

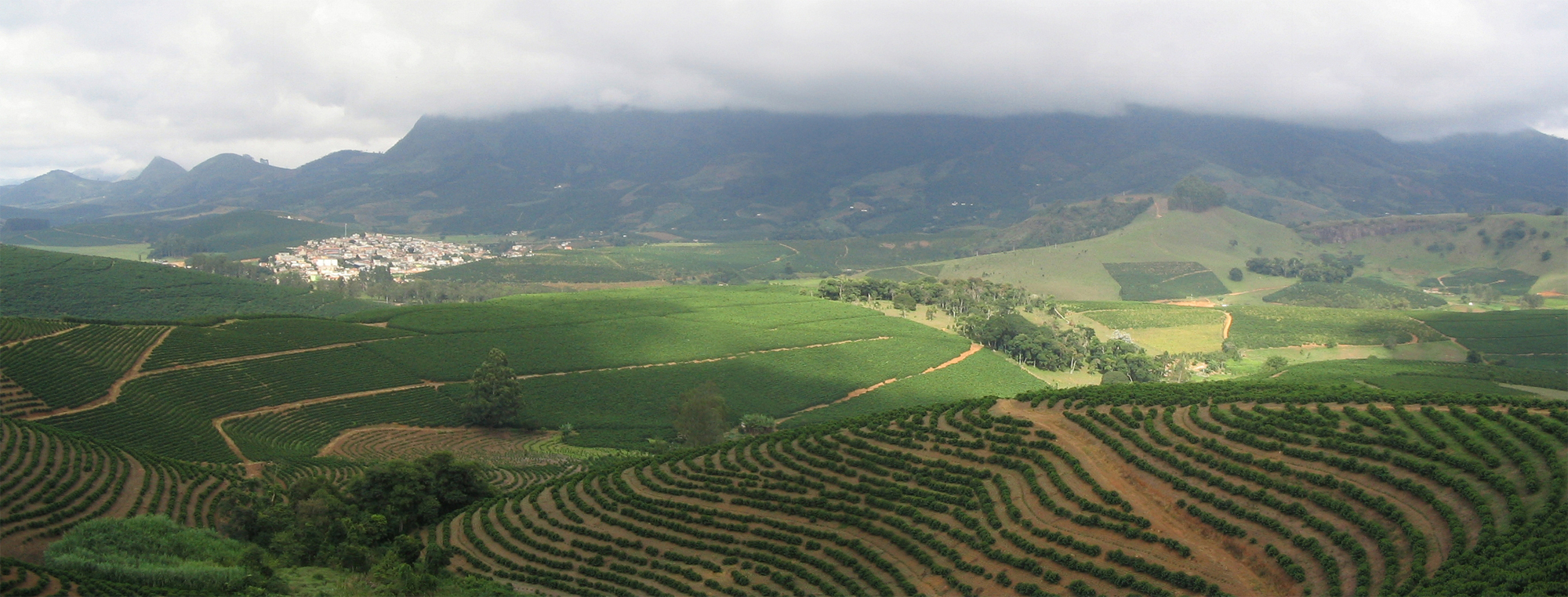
Кофейная плантация в Минас-Жерайс

В течение многих десятилетий Бразилия остаётся общепризнанным мировым лидером кофейного производства. Площадь районов производства кофе равна примерно 4/5 площади Европы (8,5 миллиона км²). По состоянию на 1998 год кофейные плантации занимали 27 000 км², на них росло 6 млрд кофейных деревьев. В 2009 году было произведено 2 368 000 тонн кофе или 2 440 000 тонн, по данным FAO. В 2009 году Бразилия поставила 32 % всего мирового кофе и 46 % всего сорта арабики. Экспорт Бразилии составил более 1,8 млн тонн.
Как отмечает Стенли Штейн в своей книге «Вассура, бразильская кофейная страна, 1850—1900», кофе оказал колоссальное влияние на экономику и социальную жизнь Бразилии. Сегодня огромные плантации кофейных деревьев покрывают холмы южной и центральной Бразилии. После Второй мировой войны в результате химической эксплуатации почв, вырубки лесов обширные кофейные плантации в традиционных в то время районах производства были заброшены. Выращивание кофе продвинулось в зоны целинных краснозёмов штатов Парана, Мату-Гросу и Гояс. И хотя кофе выращивают в 17 из 21 бразильского штата, четыре из них (северная часть штата Парана, северо-западная часть штата Сан-Паулу, южного штата Минас-Жерайс и штат Эспириту-Санту) производят 98 % всей продукции.
Бразилия, как и большинство других стран, выращивает кофе как коммерческий товар. В 1840-1850 годах более 370 000 рабов было на незаконных основаниях завезено из Африки в Бразилию. Рабство было отменено в испаноговорящих странах уже в 50-х годах XIX века, но в Бразилии существовало вплоть до 1888 года. Популярность кофе в XVII веке в Европе может быть сравнима лишь с популярностью табака, которая охватила практически целый континент в период Тридцатилетней войны (1618—1648). Однако политика повышения цен на кофе в Бразилии дала возможность другим странам, таким, как Колумбия (второй в мире производитель кофе), Гватемала, Никарагуа, Индонезия и Вьетнам, также заняться производством кофе.

### Колумбия
Производство кофе в Колумбии имеет ряд региональных особенностей. С 2007 года торговая марка «Колумбийский кофе» защищена законодательством Европейского союза и применяется только к кофе, выращенному на территории Колумбии. Колумбия занимает второе место в мире после Бразилии по экспорту кофе сорта арабика; основными потребителями колумбийского кофе являются США, Германия, Франция, Италия и Япония. Из-за глобального изменения климата производство кофе снижается: с 12 млн мешков (по 60 кг в каждом) в 2006 году до 9 млн мешков в 2010 году. Тем не менее, кофе выращивается практически на всей горной территории страны между 72° и 78° з. д., в его производстве занято не менее полумиллиона человек. В 1999 году кофейная индустрия составила 3,7 % от ВВП страны, обеспечивая 37 % занятости в сельском хозяйстве. Основные районы производства: Нариньо, Норте-де-Сантандер, Антьокия, Валье-дель-Каука, Кундинамарка, Уила, Толима и др.

#### История колумбийского кофе
По некоторым данным, монахи-иезуиты начали разведение кофе в начале XVIII века. Священник-иезуит Хосе Гумилья упоминает выращивание кофе в миссии св. Терезы в Табахе на Ориноко в книге «Иллюстрированная Ориноко» (1730). В докладе архиепископа-наместника Кабальеро-и-Гонгора 1787 года говорится, что кофе на территории Колумбии выращивался на северо-востоке близ нынешних Сантандера и Бояки.
В 1835 году была основана первая коммерческая плантация, давшая урожай в 2560 мешков (по 60 кг каждый). Кофе вывозился из порта Кукута на границе с Венесуэлой. Однако роста производства кофе не происходило на фоне вывоза табака, хинина и продуктов животноводства. В XX веке происходит возрождение производства кофе, в основном в Сантандере, Кальдасе и северной Толиме, основой кофейного хозяйства были мелкие фермы. В 1927 году была основана Национальная федерация производителей кофе Колумбии (исп. Federación Nacional de Cafeteros de Colombia).

### Вьетнам
Вьетнам — одна из значительных кофепроизводящих стран мира. В 1977 году страна стала шестым по величине поставщиком кофе и обеспечила 19 % общего объёма его продаж на мировом рынке. Кофе превратился в пятый по важности источник валюты для Вьетнама. Главный производитель зёрен — провинция Далат, расположенная на центральном высокогорном плато Тэйнгуен. Сегодня страна ежегодно собирает свыше 200 тысяч тонн кофе, в основном робусту. Лучшими местными категориями качества кофе робусты считаются зёрна класса EK-Special и ЕК-1.